# Bałtycki Festiwal Piosenki 2015
Bałtycki Festiwal Piosenki 2015 został zorganizowany 18 lipca 2015 roku w Karlshamn w Szwecji przez Radę Miejską Karlshamn. Festiwal poprowadzony został przez Thomasa Deutgena. Zwycięzcą finału konkursu został Gerson Galvan, reprezentant Hiszpanii z piosenką „Te Recuerdo”.

## Przebieg konkursu
W konkursie wystąpiło 10 uczestników z 9 krajów. Każdy z reprezentantów wykonał po dwa utwory, którym towarzyszyła orkiestra Alex Band Aleksandra Maliszewskiego. Gościem specjalnym była szwedzka piosenkarka Sanna Nielsen, która wystąpiła z piosenką „Undo”. Jury ekspertów wybrało trzy najlepsze występy, nie zdradzając miejsc pozostałych wykonawców. Nagroda główna to 35.000 koron szwedzkich, za 2. i 3. miejsce są to kolejno: 15.000 i 10.000 SEK. Ponadto widownia zebrana na festiwalu wyłoniła laureata, który otrzymał nagrodę publiczności. Została nim Sarsa z Polski.

## Uczestnicy
| L.p. | Kraj            | Artysta         | Pierwsza piosenka            | Druga piosenka (finałowa)   | Miejsce |
| ---- | --------------- | --------------- | ---------------------------- | --------------------------- | ------- |
| 1    | Szwecja         | Kalle Johansson | „Bara du kommer”             | „All for you”               |         |
| 2    | Wielka Brytania | Purdy           | „Shook Shook”                | „Next time”                 |         |
| 3    | Włochy          | Geoffrey De Vai | „Delicante”                  | „Ancora Le Tue Mani”        |         |
| 4    | Szwecja         | JONI            | „Chain you”                  | „Waterfall”                 |         |
| 5    | Irlandia        | Janet Devlin    | „Things we lost in the fire” | „House of cards”            | 2       |
| 6    | Łotwa           | Antra Stafecka  | „Beyond the storm”           | „Maldugunis Dzesot”         |         |
| 7    | Holandia        | Bo Saris        | „One mo' gain”               | „She's on fire”             |         |
| 8    | Polska          | Sarsa           | „Indiana”                    | „Naucz Mnie”                | [ 2 ]   |
| 9    | Hiszpania       | Gerson Galvan   | „Se nos hizo tarde”          | „Te Recuerdo”               | 1       |
| 10   | Białoruś        | Janet           | „You will be here”           | „Davaice Sabyaremsia Razam” | 3       |